# Михаел I фон Зайнсхайм
Михаел I фон Зайнсхайм (на немски: Michael I von Seinsheim; † 30 юли 1399, погребан във Вюрцбург) е господар и фрайхер на Зайнсхайм и Стефансберг в района на Китцинген в Долна Франкония в Бавария и господар на Астберг. От него произлиза фамилията Шварценберг.

## Произход
Той е син на Хилдебранд (Бранд) IV фон Зайнсхайм († 1359) и Доротея фон Венкхайм. Внук е на Хайнрих фон Зайнсхайм († пр. 1328) и правнук на Еркингер фон Зайнсхайм († сл. 1299) и Юта фон Рандерсакер († ок. 1248). Брат е на Бранд фон Зайнсхайм († сл. 1378).

## Фамилия
Първи брак: с Неса фон Бикенбах, дъщеря на Конрад III фон Бикенбах († 2 юни 1354) и Агнес фон Ербах († сл. 1347), дъщеря на шенк Еберхард V фон Ербах-Ербах († пр. 1303) и Агнес фон Бройберг († 1302).
Втори брак: с Маргарет фон Розенберг († 1399); те имат един син:
- Еркингер I фон Шварценберг (* 1362; † 11 декември 1437), господар и фрайхер на Зайнсхайм и на Шварценберг, женен I. пр. 1409 г. за Анна фон Бибра († 4 март 1418), II. на 21 февруари 1422 г. за Барбара фон Абенсберг († 2 ноември 1448)